# Fraternidad de Agrupaciones Santo Tomás de Aquino
La Fraternidad de Agrupaciones Santo Tomás de Aquino (FASTA) es una comunidad de laicos, sacerdotes y consagradas de la Iglesia Católica nacida en Argentina en el año 1962. Fundada por el fray Aníbal Ernesto Fosbery (1933-2022), con centralidad en la educación, tiene presencia en el país donde nació, en Ecuador, España, Perú y en República Democrática del Congo en África.  
En la actualidad, FASTA cuenta con universidades, institutos superiores, colegios, residencias universitarias, grupos juveniles, uniones de padres de familia, comunidades de fe y de apostolado y fundaciones en los diversos lugares que tiene presencia.

## Movimiento FASTA. Identidad
La Fraternidad de Agrupaciones Santo Tomás de Aquino se presenta, como "una comunidad de laicos, sacerdotes y consagradas que desde un esperanzado amor por Dios, por la Iglesia y por la Patria, procura iluminar la cultura desde una vida de formación espiritual y compromiso cotidiano."
Su objetivo apostólico es "colaborar en la construcción de la Ciudad de Dios en la ciudad de los hombres. En esta misión sus miembros buscan la santificación personal, intentando evangelizar la cultura, la familia y la juventud a la luz de la sabiduría de su santo patrono, Tomás de Aquino".

## Historia
FASTA nació el 7 de octubre de 1962  en la ciudad de Leones, Argentina, por iniciativa del sacerdote católico Aníbal Ernesto Fosbery, como una institución juvenil dominicana en respuesta a la exhortación del Concilio Vaticano II a promover la participación de los fieles laicos en la vida y misión de la Iglesia.
En 1971 es reconocida por el Maestro General de la Orden Dominica como Fraternidad Laical de la Orden Dominicana.
A partir de 1975, el proyecto educativo de FASTA comienza a desarrollarse orientándose a incorporar espacios educativos formales. En 1978, en San Miguel de Tucumán, se funda el primer colegio, denominado "Ángel María Boisdrón". A partir de esta primera fundación, se incorporan nuevas obras educativas en los distintos niveles.
A la rama laical, en 1985 se sumó la sacerdotal, que en la actualidad (2022) cuenta con una veintena de presbíteros que privilegian su pastoral en la atención de los centros juveniles, familias, obras educativas y fundaciones. En 1990 se aprueba a la Fraternidad Apostólica Sacerdotal Tomás de Aquino (Fasta Sacerdotal) y se autoriza la ordenación de sacerdotes incardinados a la Arquidiócesis de Buenos Aires para el servicio apostólico de la fraternidad laical.
El día 16 de agosto de 1991, el Ministerio de Cultura y Educación de la Nación (Argentina) autorizó la creación de la Universidad FASTA con sede central en Mar del Plata, aprobando el inicio de sus actividades académicas a partir de 1992. El 10 de abril de ese año se llevó a cabo la inauguración oficial.
En 1993 obtuvo el primer reconocimiento diocesano por el Arzobispo de Buenos Aires como asociación privada de fieles.
En 1997, el san Juan Pablo II reconoció al movimiento como una Asociación Internacional de Fieles de Derecho Pontificio.
Desde 2009 funciona la Fraternidad Apostólica Santa Catalina de Siena, conformada laicas comprometidas.

## Organización
FASTA se organiza en tres ramas: una laical, la Fraternidad de Agrupaciones Santo Tomás de Aquino; una sacerdotal, la Fraternidad Apostólica Sacerdotal Tomás de Aquino y una de consagradas, la Fraternidad Apostólica Santa Catalina de Siena. Las tres fraternidades constituyen la Ciudad Miliciana.

### Laicos
FASTA Laical tiene por presidente un sacerdote de la Fraternidad Sacerdotal quien tiene por responsabilidad principal preservar el sentido misional y apostólico así como custodiar la espiritualidad y la doctrina de la obra. La máxima autoridad de gobierno de esta rama es el Consejo Plenario. El vicepresidente ejecutivo, acompañado en su gestión por un directorio, tiene a su cargo su conducción.

### Sacerdotes
La Fraternidad Apostólica Sacerdotal Tomás de Aquino (FASTA Sacerdotal) nació en 1985 para brindar a FASTA Laical, la asistencia espiritual y doctrinal. En razón de su carisma fundacional, participa de la espiritualidad dominicana. Su característica fundamental es su condición de Sociedad de Vida Apostólica es, tal como lo determina el Código de Derecho Canónico, su finalidad apostólica.

### Consagradas
Creada por el padre Fosbery en 2005, la Fraternidad Apostólica Santa Catalina de Siena es un espacio de realización de la vocación femenina. Está conformada por aquellas mujeres que quieren abrazar una forma de vida evangélica asumiendo el compromiso de la virginidad consagrada, viviendo la caridad y dando testimonio. Adoptaron el modelo de santificación de Santa Catalina de Siena y la espiritualidad dominicana con el acento en la evangelización de la mujer.

## Movimiento
Los miembros de Fasta son conocidos como “milicianos”.
En 2012, en una misa en la Catedral Metropolitana de Buenos Aires, el entonces arzobispo de Buenos Aires, Jorge Bergoglio, animó a la comunidad FASTA en sus 50 años a dar gracias a Dios, y les pidió, en nombre de la Iglesia, docilidad a la Gracia, "ya que no hay forma de hacerle bien a la Iglesia por ningún otro camino que no sea el de la santidad"... "ser miliciano habla de compromiso, de trabajo, de entregarse al Evangelio, y que es, en definitiva, militar en la santidad", manifestó.
En la actualidad cuenta con comunidades de fe y de apostolado y fundaciones presentes en diversas diócesis de Argentina, Ecuador, España, Perú y República Democrática del Congo.

### Jóvenes
La Organización Juvenil FASTA nuclea a los jóvenes alrededor de centros llamados "rucas" (en araucano significa "casa") en referencia al espacio de vida común y amistad. Los mismos desarrollan actividades al aire libre como ser juegos, marchas, fogones, etc, contributivas a la formación cristiana.

### Adultos
Integran la Organización Mayor de cada jurisdicción. Participan de convivios o comunidades apostólicas. El convivio es un grupo de convivencia, espacio natural de inserción de los miembros de la Organización Mayor en la Institución.

### Familia y Vida
Es el ámbito donde miembros de la institución, adherentes y amigos se reúnen bajo un ideal de la promoción de la familia y la defensa de la vida humana. Se estructura en comunidades apostólicas locales y geográficamente se extiende por Argentina, Perú y España. La actividad de sus miembros es el estudio de los principios de la doctrina católica y la difusión de los conocimientos adquiridos.

## Red educativa
A través de la red, FASTA se encuentra presente en veinte ciudades de Argentina y en España. Comprende:
Universidad
- Universidad FASTA. Sede en la ciudad de Mar del Plata (Provincia de Buenos Aires).

Institutos Superiores
- Centro de Altos Estudios del Sur (CAES). Marcos Juárez (Provincia de Córdoba)
- Instituto Superior FASTA. San Fernando del Valle de Catamarca (Provincia de Catamarca).
- Instituto Superior de Formación Docente n.º 8 Sagrado Corazón. Río Blanco (Provincia de Jujuy)
- Instituto Superior FASTA Inmaculada Concepción. San Francisco (Provincia de Córdoba).

Colegios
22 colegios en el territorio argentino, dos de ellos de enseñanza especial, y uno en España (Valencia).
Fundaciones
- Fundación “Alborada”. Rosario (Provincia de Santa Fe). Educación de jóvenes con capacidades especiales.
- Fundación “Ser” en San Miguel de Tucumán (Provincia de Tucumán). Atención de poblaciones con necesidades básicas insatisfechas. Programas de formación agrícola y forestal.
- Fundación “Dr. Oscar Carlos D’Agostino”. España. Servicios mutuales a sus socios, miembros de FASTA o de sus obras.